# 1994 XQ4
1994 XQ4 är en asteroid i huvudbältet som upptäcktes den 7 december 1994 av den japanska astronomen Takao Kobayashi vid Ōizumi-observatoriet.
Asteroiden har en diameter på ungefär 6 kilometer.